# 天梭
天梭（Tissot）是一家瑞士手錶公司，创建于1853年，总部位于瑞士納沙泰爾州力洛克，曾因“T-Touch”系列手表而名噪一时。
天梭的代言人包括東尼·柏加、克雷·湯普森、維拉·哥利、馬克·馬爾克斯、黃曉明、劉亦菲、龚俊、陈飞宇、罗云熙等。

## 历史

### 独立公司时期
天梭于1853年由查尔斯 - 菲利西恩 · 天梭（Charles - Félicien Tissot）和他的儿子查尔斯 - 埃米尔 · 天梭（Charles - Emile Tissot）在瑞士汝拉山脉的诺伊沙特尔地区的勒洛克勒创建，两人把他们的房子变成了一个小“工厂”。儿子查尔斯于1858年前往俄罗斯，并成功地在整个俄罗斯帝国销售了他们的萨沃内特怀表。

### SSIH 时期
天梭于1930年与欧米茄手表合并为瑞士钟表工业协会（SSIH，Société Suisse pour l'Industrie Horlogère），这个时期的天梭欧米茄手表深受收藏家的追捧。

### SMH 及斯沃琪时期
1983年，SSIH 与通用瑞士钟表工业有限公司（Allgemeine Schweizerische Uhrenindustrie Aktiengesellschaft，ASUAG）合并为 SSIH-ASUAG，其在两年后更名为瑞士微电子钟表公司（Société Suisse de Microélectronique et d’horlogerie，SMH）。
1998年，SMH 更名为斯沃琪集团，目前天梭被其定义为中档手表品牌，其工厂留在勒洛克勒，并在160多个国家销售产品。

## 部分产品
天梭于1853年推出了第一款大规模生产的怀表，以及第一款带有两个时区的怀表，并于1929~1930年推出了第一款防磁表。
20世纪30年代初，天梭也是首批生产防磁手表的公司之一。
天梭也是第一家用塑料（1971年的 Idea 2001）、石头（1985年的阿尔卑斯花岗岩表）、珍珠母（1987年）和木头（1988年）制造手表的公司。
天梭在1999年推出了“T-Touch”系列触感手表，采用了触摸感应蓝宝石晶体，可以控制各种功能，包括指南针、气压计、高度表和溫度計。该款手表后来被《古墓奇兵》和《史密斯任務》等多部电影采用。

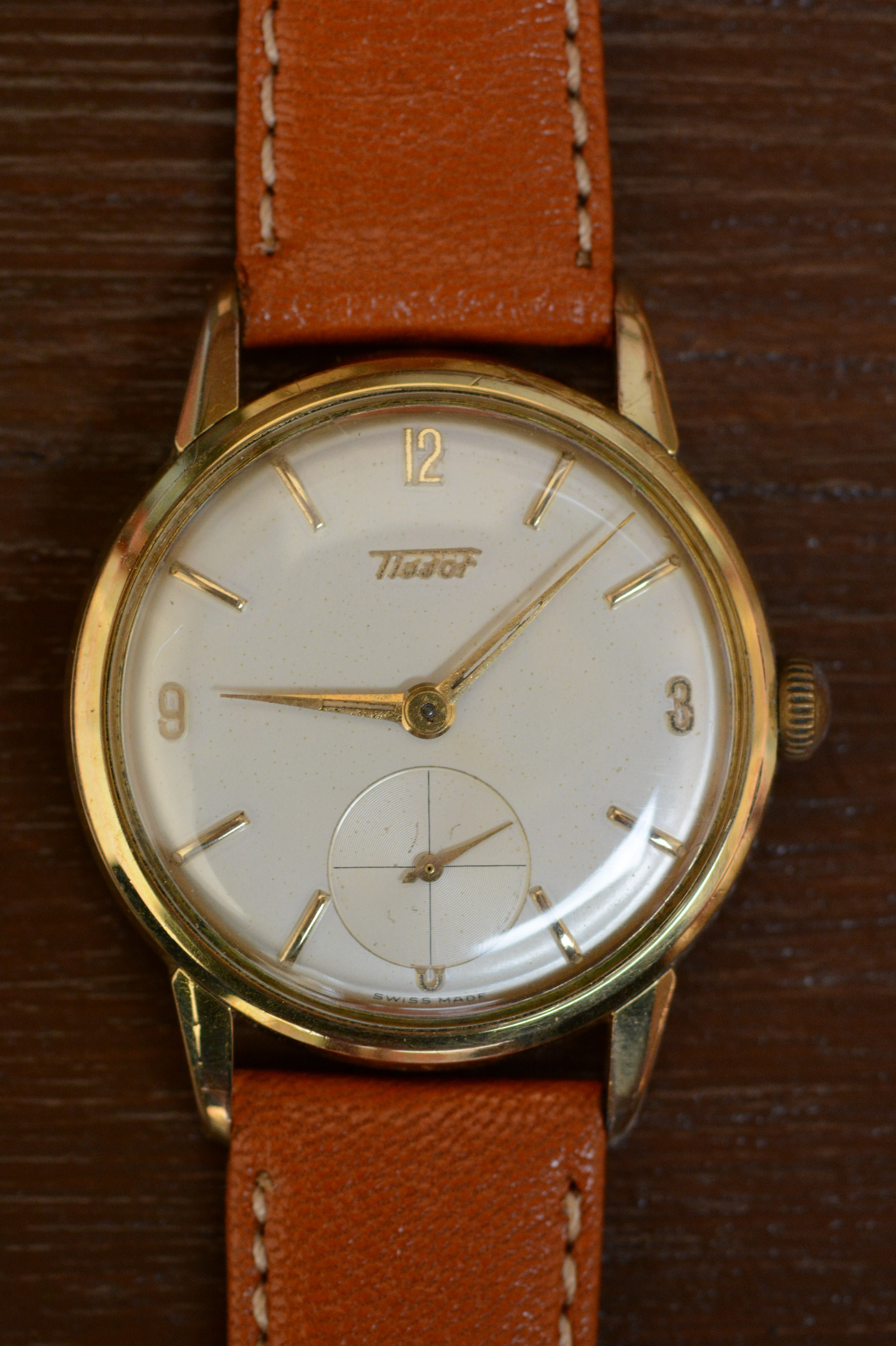
Tissot 1958 （已停产）
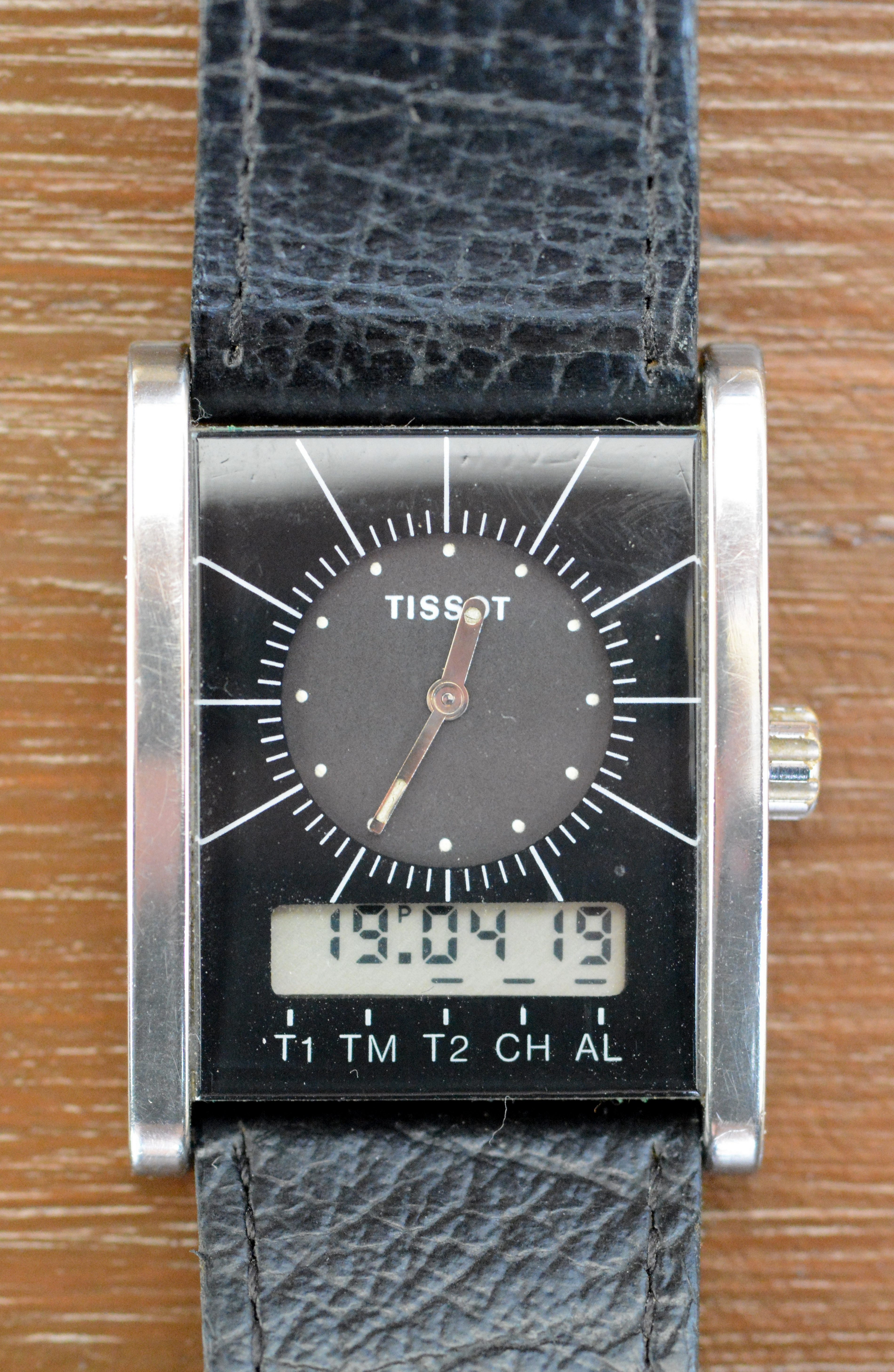
Tissot Two timer （已停产）
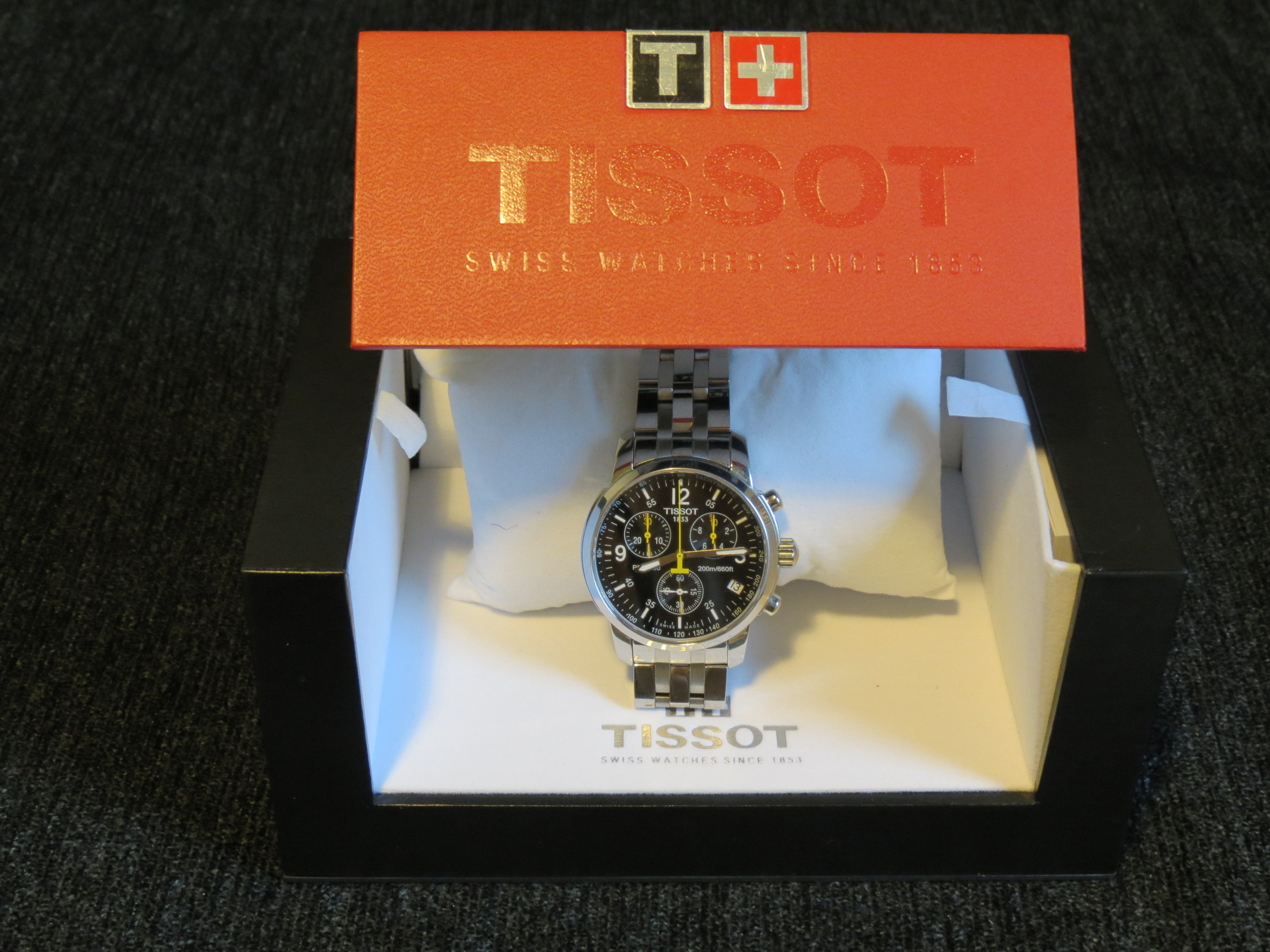
Tissot PRC 200 （T17.1.586.52）
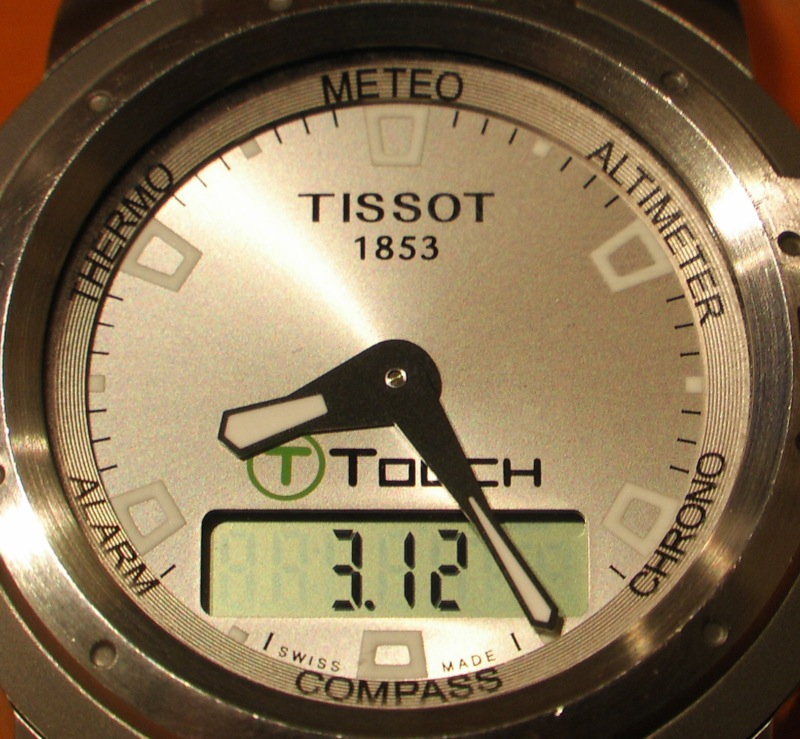
Tissot T-Touch Z251/351 （T33.1.498.51）
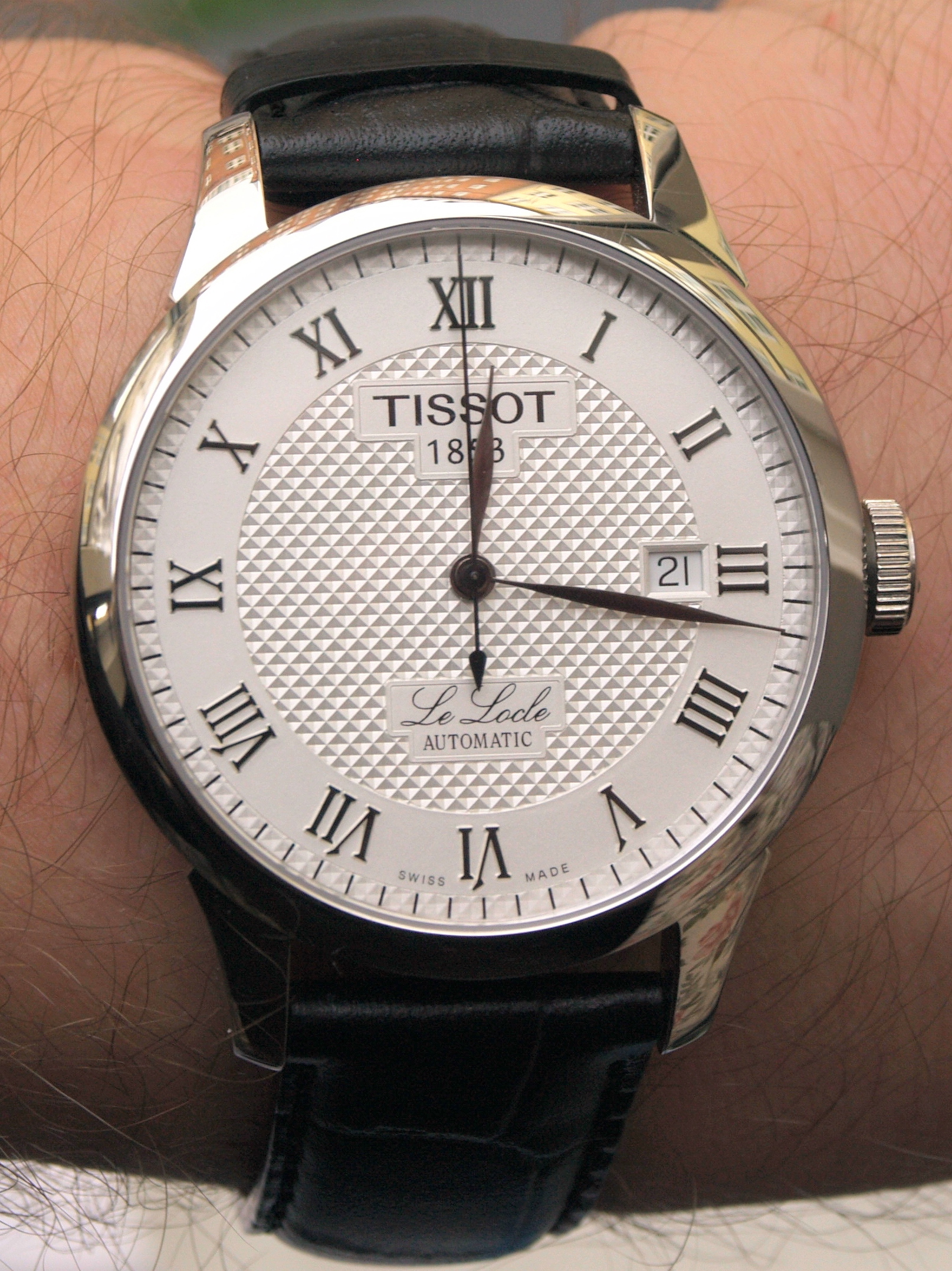
Tissot Le Locle Automatic （T41.1.423.33）
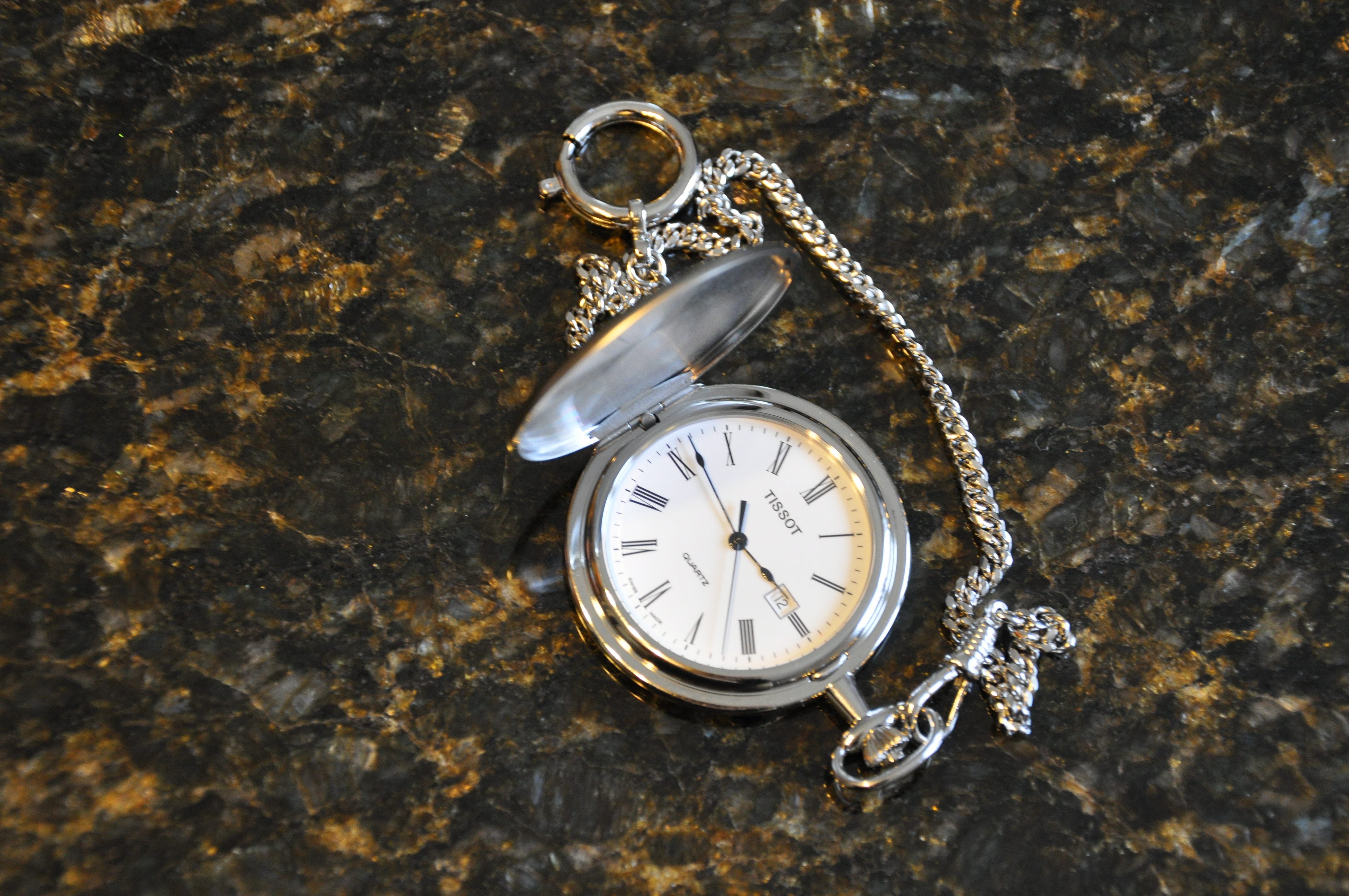
Tissot Savonnette （T83.6.503.13）
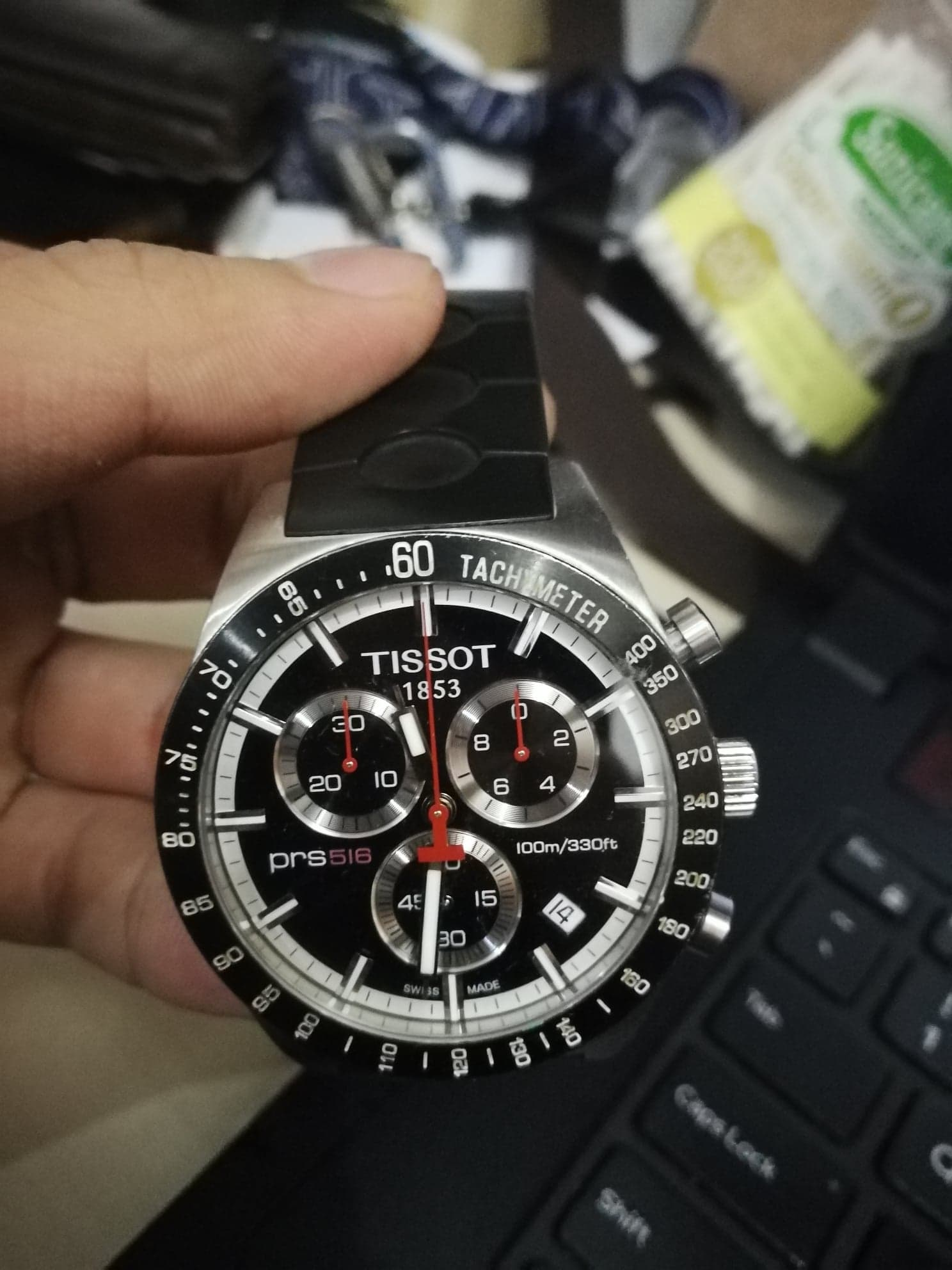
Tissot PRS 516 Chronograph （T044.417.27.051.00）
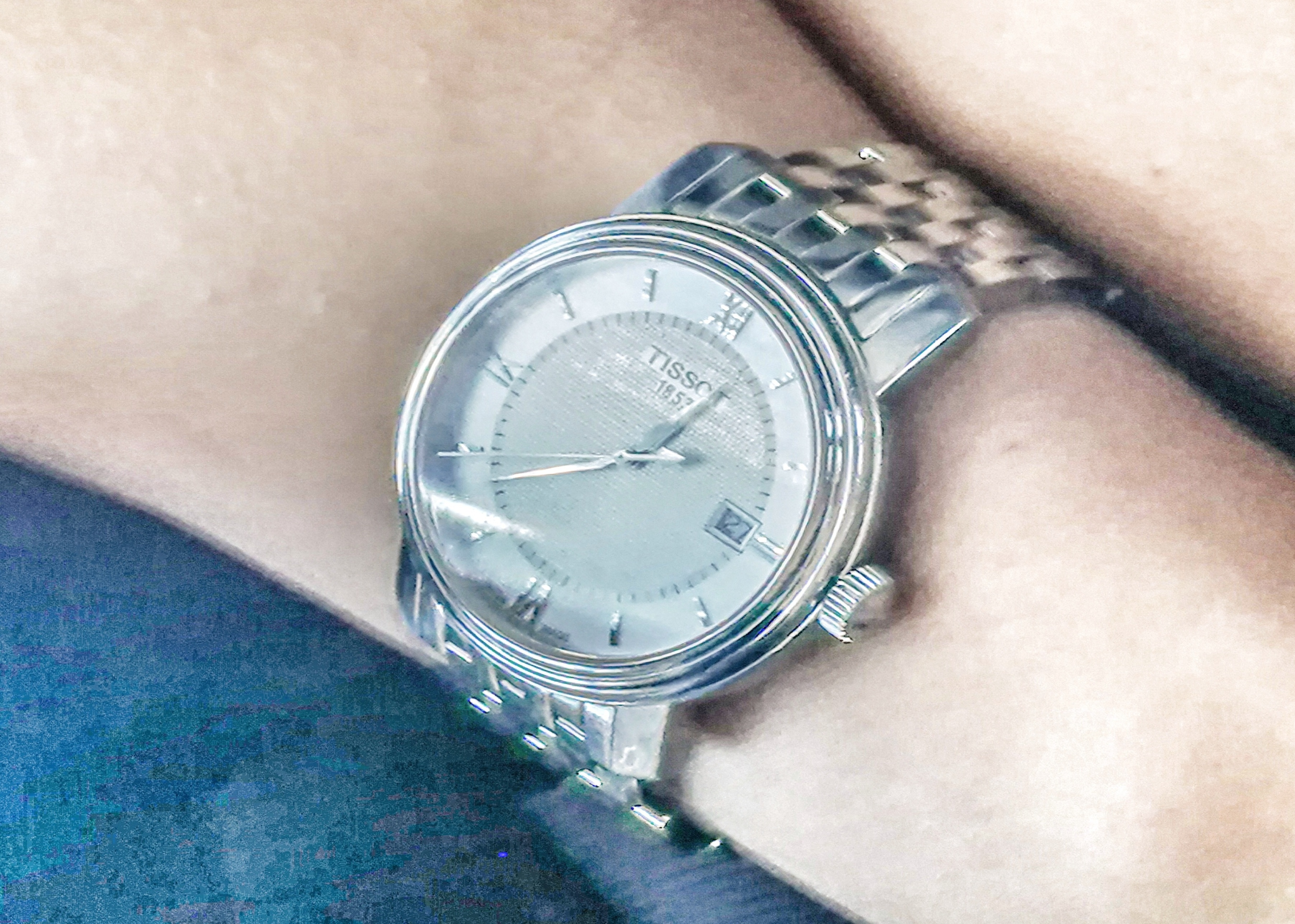
Tissot Bridgeport （T097.410.11.038.00）

## 官方计时赛事
天梭第一次担任官方计时任务是在1938年，当时它在朱拉山附近的奥隆河畔别墅（Villars sur Ollon）为一系列滑雪比赛计时。
天梭赞助（过）的计时项目和单位包括NBA、國際籃球總會（FIBA）、環法單車賽、UCI場地單車世界盃、2018年亞洲運動會、中國男子籃球職業聯賽（CBA）、世界摩托車錦標賽（MotoGP）、全美運動汽車競賽協會（NASCAR）、国际冰球联盟、澳大利亞澳式足球联盟、首屆歐洲運動會、六國錦標賽、國際擊劍總會（FIE）等。

## 环保评级
2018年12月，世界自然基金会（WWF）发布官方报告，包含对瑞士15个主要钟表及珠宝生产商的环保评级。 其中天梭连同其它7个生产商（包括劳力士、欧米伽、浪琴）的评级为最低档（"Latecomers/Non-transparent"），意味着作为钟表生产商天梭仅采取了非常有限的措施以消除其生产活动对环境及气候变化所造成的影响。
主要的环保隐患有二：1）生产活动的不透明；2）对珍贵原材料的大量开采，主要包括金矿。而后者是造成众多环境问题的重要因素之一，比如水土污染、土壤退化、森林破坏等。 据估计，钟表及珠宝行业每年消耗超过2000吨的黄金，占全球黄金产量的50%以上，而大多数情况下，钟表制造公司不能或不愿意说明其原材料的来源以及原材料供应商是否采用环保的开采方式。

## 外部連結
- 官方网站
- 天梭的Facebook專頁
- 天梭的X（前Twitter）
- 天梭的Instagram帳戶